# 2972 Niilo
2972 Niilo eller 1939 TB är en asteroid i huvudbältet som upptäcktes den 7 oktober 1939 av den finske astronomen Yrjö Väisälä vid Storheikkilä observatorium. Den har fått sitt namn efter Niilo Anselmi Väisälä, barnbarn till upptäckaren.
Asteroiden har en diameter på ungefär 4 kilometer.